# Бистрець (Нижньогородська область)
Бистрець (рос. Быстрец) — присілок в Воскресенському районі Нижньогородської області Російської Федерації.
Населення становить 70 осіб. Входить до складу муніципального утворення Нестіарська сільрада.

## Історія
Від 2009 року входить до складу муніципального утворення Нестіарська сільрада.

## Населення
| 1999 | 2002 | 2010 |
| ---- | ---- | ---- |
| 83   | ↘82  | ↘70  |